# Selección femenina de rugby de Gales
La selección femenina de rugby de Gales es el equipo nacional representado por la Welsh Rugby Union.

## Síntesis
Las galesas hicieron su debut en competencias en 1991, en el primer mundial celebrado precisamente en su país. En la siguiente edición, Gales obtuvo el 4.º puesto, siendo la mejor ubicación en mundiales hasta la fecha.
También, participa anualmente del Seis Naciones Femenino desde su creación en 1996 cuando sólo competían las 4 selecciones británicas; y a nivel continental se presentó en varias ediciones del Europeo Femenino organizado por FIRA, hoy Rugby Europe.
La selección habitualmente se ubica próximo a la 8.ª posición en el ranking mundial.

## Participación en copas
| - Gales 1991: 9.º puesto - Escocia 1994: 4.º puesto - Países Bajos 1998: 11.º puesto - España 2002: 10.º puesto - Canadá 2006: no participó - Inglaterra 2010: 9.º puesto - Francia 2014: 8.º puesto - Irlanda 2017: 7.º puesto - Nueva Zelanda 2021: Cuartos de final - Inglaterra 2025: clasificado - WXV 1 2023: 6º puesto - WXV 2 2024: 5° puesto - Home Nations 1996: 2.º puesto (compartido) - Home Nations 1997: 3.º puesto - Home Nations 1998: 3.º puesto - Cinco Naciones 1999: 4.º puesto - Cinco Naciones 2000: 5.º puesto (último) - Cinco Naciones 2001: 5.º puesto (último) - Canada Cup 1993: 4.º puesto | - Seis Naciones 2002: 4.º puesto - Seis Naciones 2003: 4.º puesto - Seis Naciones 2004: 5.º puesto - Seis Naciones 2005: 6.º puesto (último) - Seis Naciones 2006: 2.º puesto - Seis Naciones 2007: 3.º puesto - Seis Naciones 2008: 2.º puesto - Seis Naciones 2009: 2.º puesto - Seis Naciones 2010: 6.º puesto (último) - Seis Naciones 2011: 4.º puesto - Seis Naciones 2012: 4.º puesto - Seis Naciones 2013: 4.º puesto - Seis Naciones 2014: 5.º puesto - Seis Naciones 2015: 5.º puesto - Seis Naciones 2016: 4.º puesto - Seis Naciones 2017: 5.º puesto - Seis Naciones 2018: 6.º puesto (último) - Seis Naciones 2019: 4.º puesto - Seis Naciones 2020: 6.º puesto (último) - Seis Naciones 2021: 6.º puesto (último) - Seis Naciones 2022: 3.º puesto - Seis Naciones 2023: 3° puesto - Seis Naciones 2024: 6.º puesto (último) - Seis Naciones 2025: En disputa |